# Каволи, Антонио
Антонио Ка́воли (итал. Antonio Cavoli SDB; 1 марта 1888, Сан-Джованни-ин-Мариньяно, Италия — 22 ноября 1972, Токио, Япония) — католический священник, член монашеской конгрегации салезианцев, один из основателей женской монашеской конгрегации «Сёстры Милосердия из Миядзаки».

## Биография
Антонио Каволи родился в Сан-Джованни-ин-Мариньяно (Римини) в 1888 году. 1 марта 1913 года был рукоположён в Римини. C 1915 по 1919 год был военным капелланом. В 1920 году Антонио Каволи вступил в монашескую конгрегацию салезианцев. В 1925 году в Перудже принял вечные обеты. 
В 1926 году Антонио Каволи отправился в Японию вместе с первой экспедицией миссионеров, которой руководил священник Винченцо Чиматти. В 1928 году стал приходским священником и директором миссии в Миядзаки.
15 августа 1937 года вместе с Винченцо Чиматти основал женскую монашескую конгрегацию «Сестёр Милосердия из Миядзаки».
Скончался 22 ноября 1972 года в Токио.

## Награды
В 1926 году император Японии наградил Антонио Каволи орденом Священного сокровища.